# Mark Hunter (aviron)
Mark Hunter, né le 1er juillet 1978 à Forest Gate, est un rameur britannique. 

## Palmarès

### Jeux olympiques
- 2008 à Pékin,  Chine
  -  Médaille d'or en deux de couple poids légers
- 2012 à Londres,  Royaume-Uni
  -  médaille d'argent en deux de couple poids légers

### Championnats du monde
- 2007 à Munich,  Allemagne
  -  Médaille de bronze en deux de couple poids légers
- 2010 à Karapiro,  Nouvelle-Zélande
  -  Médaille d'or en deux de couple poids légers